# Zrób sobie raj

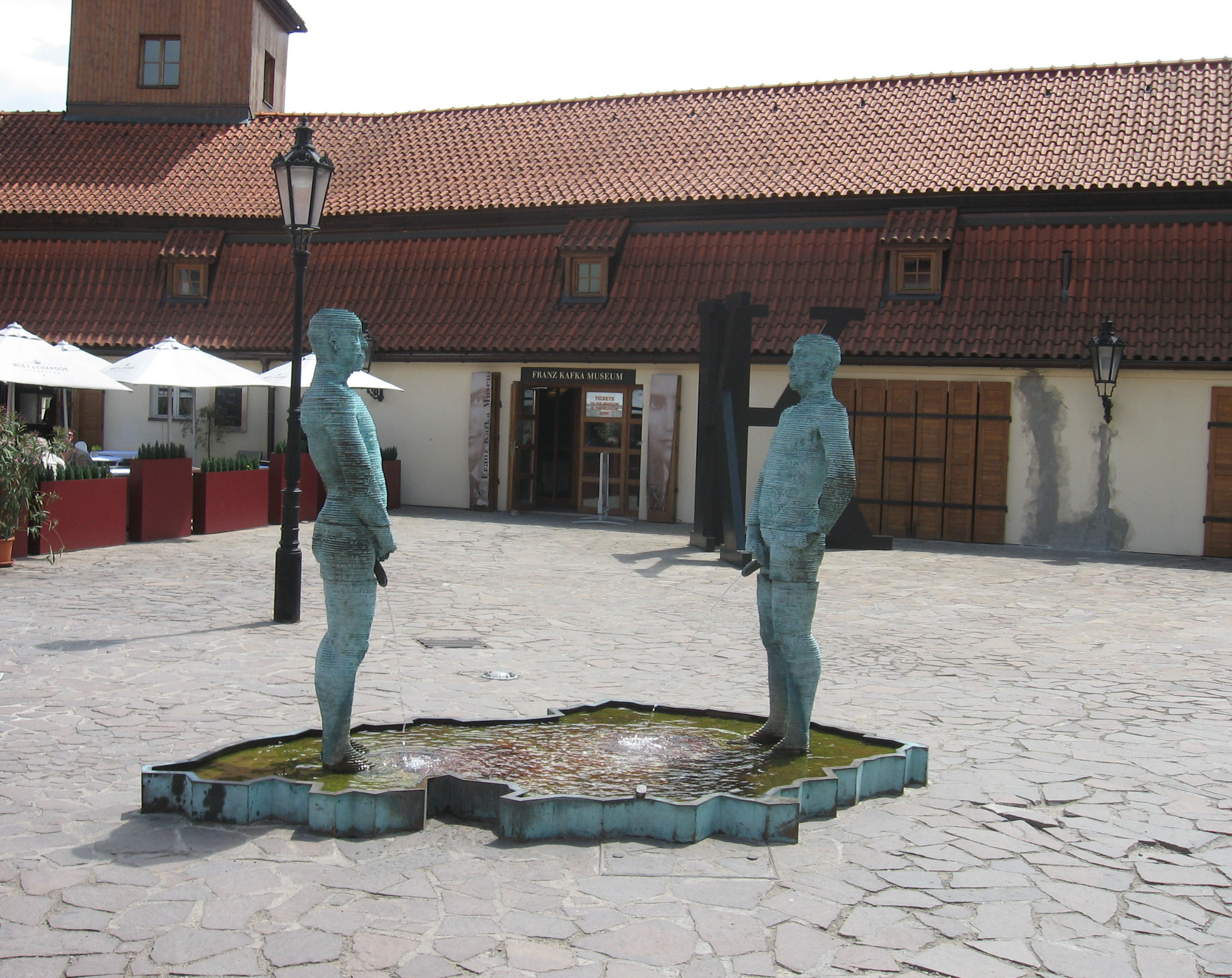
Sikający (na Republikę Czeską) - jedna z praskich rzeźb Davida Černego opisywana w książce

Zrób sobie raj – książka Mariusza Szczygła, wydana przez Wydawnictwo Czarne w 2010 r.
Książka jest dziełem z pogranicza reportażu, felietonu oraz publicystyki. Opowiada o kulturowych i religijnych problemach współczesnych Czech, przy częstym przywoływaniu porównań do różnic w tym zakresie z Polską. Ukazuje społeczeństwo czeskie w starciu z problemami XX i XXI wieku, w tym z transformacją systemową i wcześniejszą okupacją sowiecką. Wskazuje na dystans i kpinę, jako jeden z fundamentalnych sposobów radzenia sobie z problemami przez Czechów. Ukazuje ich stosunek do religijności i patriotyzmu, w konfrontacji z polskim podejściem do tych samych zagadnień. 
W książce naszkicowane zostały sylwetki kilku czeskich artystów, istotnych dla kultury współczesnej, np. Jana Saudka, Egona Bondyego, czy Davida Černego.
Mariusz Szczygieł w rozdziale „Zamiast wstępu”: „Marzyła mi się książka o moim ulubionym kraju bez napinania się. Żeby nie musiała odzwierciedlać, obiektywizować, syntetyzować. Jestem niechlujnym czechofilem, ta książka nie jest kompetentnym przewodnikiem ani po kulturze czeskiej, ani po Czechach. Nie jest obiektywna. Nie rości sobie pretensji do niczego”.
Czeski przekład nosi tytuł Udělej si ráj, a jego autorką jest Helena Stachová, jedna z bohaterek książki.